# Callopsylla kaznakovi
Callopsylla kaznakovi är en loppart som först beskrevs av Wagner 1928.  Callopsylla kaznakovi ingår i släktet Callopsylla och familjen fågelloppor. Inga underarter finns listade i Catalogue of Life.